# 布特羅因齊角

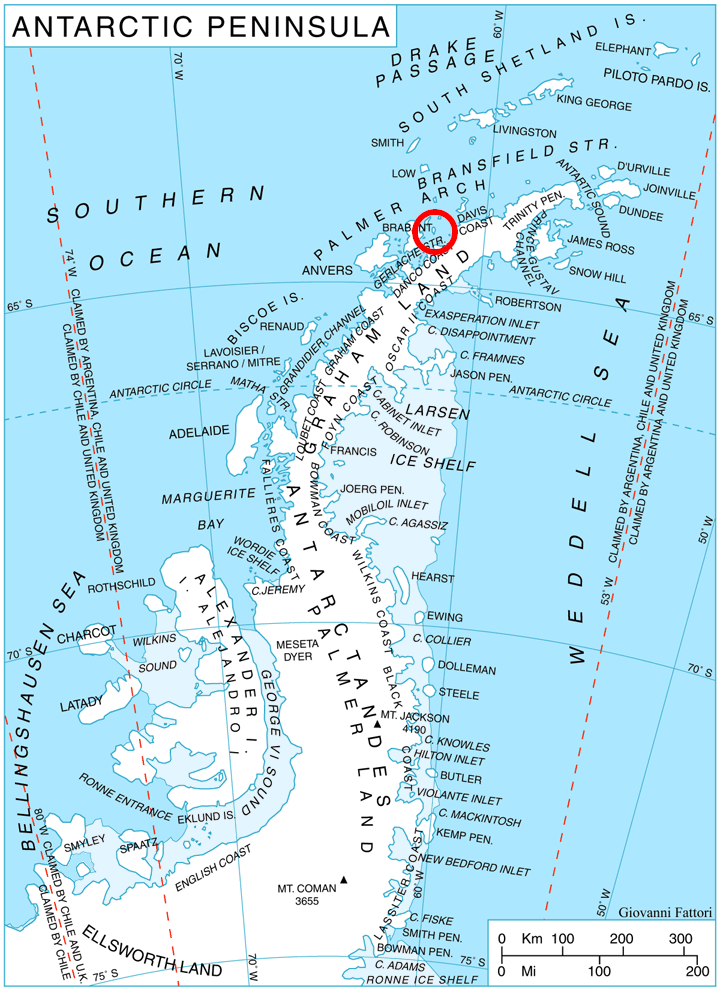

布特羅因齊角（英語：Butrointsi Point）是南極洲的海岬，位於帕默群島的圖哈默克島東北岸，是科特夫灣入口處東南部，處於沃泰爾斯角東南面2.55公里、韋伊卡角以北7.38公里和斯特內克角西南面31.8公里，現時由南極條約體系管理。